# Суен Јенан
Суен Јенан (пинјин Sūn Yànán; Фенгченг, 15. септембар 1992) је кинеска рвачица. На Олимпијским играма 2016. у Рио де Жанеиру освојила је бронзу у категорији до 48 kg. На Светском првенству у Будимпешти 2013. освојила је злато, а из 2012. има сребро. На Азијским играма 2014. окитила се сребром, а на Азијском првенству 2016. златом. Светска јуниорска првакиња била је 2010. године.